# Cachoeira de Goiás
Cachoeira de Goiás este un oraș în Goiás (GO), Brazilia.